# Robert Bárány
Robert Bárány (22. dubna 1876, Vídeň – 8. dubna 1936, Uppsala) byl rakouský fyziolog. V roce 1914 obdržel Nobelovu cenu za fyziologii a medicínu za výzkum vestibulárního aparátu vnitřního ucha.

## Život
Vystudoval medicínu na univerzitě ve Vídni, absolvoval roku 1900. Po pobytu na německých klinikách se stal asistentem na klinice ušní medicíny při univerzitě ve Vídni. Vytvořil nové testy pro detekci vestibulárních onemocnění a pro zkoumání činnosti malého mozku (cerebella) a jeho vztahu k poruchám rovnováhy. V první světové válce sloužil v rakouské armádě a v roce 1915 byl zajat Rusy. V zajetí byl i ve chvíli, kdy mu byla udělena Nobelova cena. Od roku 1917 až do své smrti působil na univerzitě v Uppsale.

## Dílo
výběr
- Physiologie und Pathologie des Bogengangapparates beim Menschen. 1907.
- Die Seekrankheit. 1911
- Primäre Exzision und primäre Naht akzidenteller Wunden. Deuticke, Wien 1919.
- Die Radikaloperation des Ohres ohne Gehörgangsplastik bei chronischer Mittelohreiterung, die Aufmeisselung und Nachbehandlung bei akuter Mastoiditis, nebst einer Darstellung der Entwicklung der Schädeloperationen bei akuter und chronischer Mittelohreiterung. Deuticke, Wien 1923.
- Die Localisierung der Nachbilder in der Netzhaut mit Hilfe der Purkinje'schen Aderfigur (Nachbild-Aderfigurmethode). Ein Mittel zur direkten Bestimmung des Fixierpunktes und der korrespondierenden Netzhautstellen nebst Bemerkungen zum Rindenmechanismus der Korrespondenz der Netzhäute. 1927.

Celkem publikoval Bárány více než 180 vědeckých prací.